# Frankie Yankovic
Pour les articles homonymes, voir Yankovic.
 (octobre 2023).
Si vous disposez d'ouvrages ou d'articles de référence ou si vous connaissez des sites web de qualité traitant du thème abordé ici, merci de compléter l'article en donnant les références utiles à sa vérifiabilité et en les liant à la section « Notes et références ».
Frank Yankovic, dit Frankie Yankovic, est un accordéoniste américain, né le 15 juillet 1915 à Davis (Virginie-Occidentale) et mort le 14 octobre 1998 à New Port Richey (Floride). Surnommé le « Roi de la polka », il est le premier artiste à avoir joué dans le « style slovène » (également appelé « Cleveland style ») pendant une longue et brillante carrière.
Ayant des ancêtres slovènes, Yankovic était originaire de Cleveland, dans l'Ohio. Il a réalisé près de 200 enregistrements dans sa carrière et vendu 30 millions d'albums. En 1985, lors de la 28e cérémonie des Grammy awards, il est le premier lauréat de la catégorie Meilleur enregistrement de polka.
Yankovic s'éloignait rarement de la polka, mais il a enregistré avec le chanteur de country Chet Atkins, le chanteur pop Don Everly et fait une version de Too Fat Polka avec le comédien Drew Carey, également originaire de Cleveland. Frankie Yankovic a eu une longue collaboration avec le virtuose de l'accordéon Joey Miskulin (en).
À son apogée, Yankovic et son groupe, les Yanks, jouait 325 spectacles par an.

## Biographie
Frank John Yankovic naît le 15 juillet 1915 à Davis, en Virginie-Occidentale?
À 9 ans, Frankie Yankovic commence à jouer pour les pensionnaires et les voisins. Un jour, sa mère arrive à la maison avec un accordéon[pas clair]. À 15 ans, il maitrise l'accordéon et s'est fait une petite réputation après avoir joué à plusieurs endroits.
Au grand dam de son père, l’intérêt de Frankie Yankovic se tourne vers l'accordéon piano. Il bénéficie seulement de quelques cours dans sa vie : le premier par Joe Notari et les autres par Joe Trolli.
Le premier groupe de Frankie Yankovic est constitué de camarades comme Frank Skufka au banjo, Bull Dunlavey au saxophone, Al Naglitch au piano, et Lee Novak à la batterie. Se faisant peu à peu une réputation, ils deviennent rapidement l’un des groupes les plus populaires en ville. En 1932, les choses commencent à changer vraiment. Le docteur James Malle invite Frankie Yankovic à jouer sur son émission de radio slovène dominicale.
Plus tard, Heinie Martin s’en charge. La radio donne alors à Frankie Yankovic une grande exposition car tout le monde l’écoute à cette époque. Rapidement les gens commencent à demander à Frankie Yankovic de faire un enregistrement. Heinie Martin pense également que ce serait une bonne idée.
En 1938, Frankie Yankovic s’adresse à Columbia Records et RCA Records, leur demandant d'enregistrer pour eux. Alors que les deux sociétés refusent l’offre, il se décide à faire deux enregistrements à ses frais sous le nom de The Slovene Folk Orchestra. Il porte alors les deux enregistrements au magasin Mervar Record qui les vend très rapidement. L'année suivante, Frankie Yankovic enregistre deux autres 78 tours, une fois de plus financés par ses soins.
En 1940, il épouse sa première femme, June. Puis Yankovic s’enrôle dans les forces armées de 1943 à décembre 1945, et fait quelques enregistrements pendant son congé juste avant son départ pour l'Europe. Il combat lors de la bataille des Ardennes, où, à cause de sévères gelures, il échappe de peu à l'amputation de ses mains et de ses pieds ; heureusement, il est capable de battre la gangrène et reçoit par la suite le Purple Heart. Bien que les docteurs lui aient conseillé de faire amputer ses doigts, il refuse, car cela signifie pour lui qu'il ne serait plus capable de jouer de l'accordéon. Après la guerre, Frankie Yankovic forme à nouveau son quatuor avec Hokavar à la basse, Naglitch au piano, et Georgie Cook sur le banjo.
Frankie Yankovic, qui aime le son du Solovox, commence à l'utiliser, mais le son n'est pas assez complet[pas clair]. En 1946, Johnny Pecon rejoint son groupe, ce qui produit la plénitude[pas clair] et le son que Frankie Yankovic recherchait : Pecon joue l’harmonie et Yankovic s'occupe de la mélodie. C'est une première pour deux accordéons d’être dans un même groupe.
Plus tard, la même année, Columbia offre à Frankie Yankovic un contrat d’enregistrement avec une option de deux ans et qui dure finalement 26 ans au total. En 1948, Columbia publie Just Because et la chanson rompt alors la barrière entre la musique polka et la musique populaire. Yankovic remporte un single de platine pour ce titre et un autre pour la chanson Blue Skirt Waltz (1949). Frankie Yankovic obtient le surnom de « Roi de la polka » en battant Duke Ellington dans un battle de leurs groupe à Milwaukee.
Frankie Yankovic et les Yanks sont de plus en plus populaire et font de plus en plus de voyages. Bientôt Frankie Yankovic s’entoure de quatre hommes pour constituer ce qu'il considère comme le meilleur des groupes. Il s’agit de Tops Cardoni à l'accordéon, Al Leslie à la basse, Buddy Griebel au piano et Carl Paradis au banjo et la guitare.
Yankovic continue d'enregistrer pour Columbia durant les années 1950 et une grande partie des années 1960, enregistrant les chansons les plus connues du genre : Beer Barrel Polka, Who Stole the Keeshka?, Too Fat Polka, Hoop De Doo, In Heaven There Is No Beer et beaucoup d'autres.
Yankovic participe également à l'émission de télévision Polka Time sur la chaine de Buffalo, WKBW-TV, durant 26 semaines en 1962. Il fait la navette depuis Cleveland pour chaque épisode diffusé en direct. Il participe également à une émission semblable à Chicago à la même époque.
Après deux décennies chez Columbia, Yankovic quitte le label pour RCA en 1968, et continue plus tard à enregistrer pour une succession de petits labels. Il publie son autobiographie en 1977. Il reçoit le premier Grammy award dans la catégorie polka en 1986 pour son album 70 Years of Hits. À contrecœur, forcé par son âge de s'asseoir quand il joue, Yankovic annonce sa retraite en 1994. Il continue d'enregistrer pour le label Cleveland International, qui publie deux volumes intitulés Songs Of The Polka King, le premier en 1996 et le second en 1997.
La santé de Yankovic est ensuite défaillante. En 1998, il fait une chute à son domicile de New Port Richey, en Floride, près de Tampa. Il meurt le 14 octobre 1998, des suites d'une insuffisance cardiaque, à l'âge de 83 ans. Il est enterré à Cleveland au Calvary Cemetery. Des centaines d'amis, sa famille, ses fans fidèles et musiciens se réunissent alors.

## Square en l'honneur de Frankie

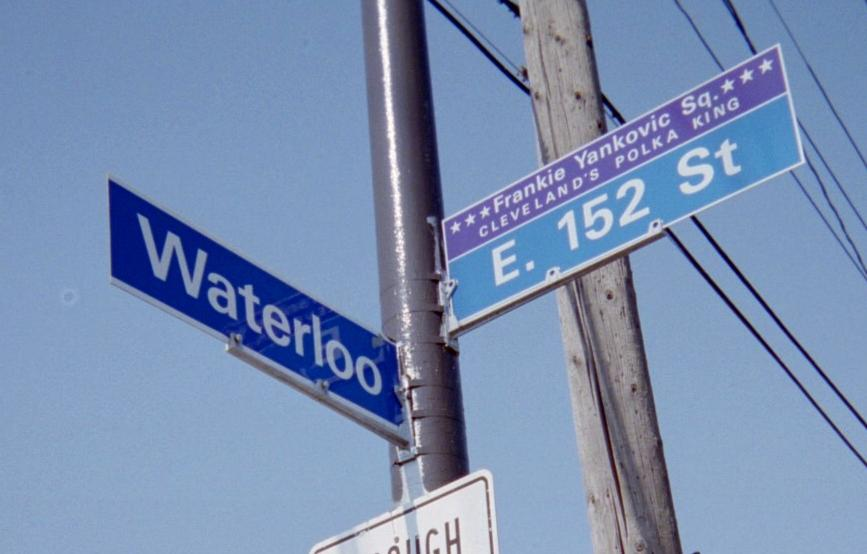
Panneau d'intersection

Dave Wolnik, batteur de longue date pour Frankie Yankovic, observe dans la biographie de ce dernier par Bob Dolgan (publiée en 2006), que le célèbre musicien n'a pas de rue à son nom dans sa propre ville. C'est ce qui lance la campagne pour le square par le "National Cleveland-Style Polka Hall of Fame and Museum" et le conseiller municipal Michael Polensek, donne son accord à Dolgan.
Ainsi, un square de Cleveland, situé à l'intersection de Waterloo Rd. et East 152nd St.41° 34′ 08″ N, 81° 34′ 31″ O, non loin de là où Frankie Yankovic a grandi, est nommé en son honneur lors d'une cérémonie le 21 août 2007.

## Anciens membres de son groupe
- Adolph Poczatek (Pozatek) (1911-1984) Violon, Banjo Tenor, Plectrum Banjo, Accordéon, Mandoline, Cordiovox, Guitare, Piano. A tourné et enregistré avec Frankie au cours de sa carrière. Il a fait des apparitions dans les spectacles de Phil Donahue, Lawrence Welk, et des concerts directs à la radio. Son premier groupe était 'The Polka Aces' relativement connus dans la communauté de Chicago. Adolph Poczatek apparait fréquemment avec des groupes de polka incluant Verne Meisner, Roman Posedi et Joe Kovich.
- Johnny Pecon
- Joey Miskulin - il a commencé à jouer avec Frankie Yankovic en 1962 à l'âge de 13 ans. C'était le début d'une collaboration qui a duré les 35 années qui suivirent. Joey a développé son adresse avec l'accordéon et la musique en tournant avec le groupe. Joey a commencé à écrire et arranger des chansons pour Yankovic, il a même arrangé et produit certains albums de Frankie dont celui qui a gagné un Grammy, 70 Years of Hits.

## Anecdotes
- Yankovic n'a aucun lien avec Weird Al Yankovic[3] (qui s'est lui-même fait connaitre en tant que joueur de polka), bien que ce dernier ait joué à l'accordéon Who Stole the Kishka? (en) sur un des derniers albums de Frankie Yankovic, Songs of the Polka King, Vol. 1.

- Pennsylvania Polka, joué par Frankie Yankovic, peut être entendu plusieurs fois dans le film Un jour sans fin.
- Il a coécrit son autobiographie en 1977 avec un journaliste de Cleveland, Bob Dolgan. En 2006, Dolgan écrit America’s Polka King, une nouvelle biographie de Yankovic.
- La musique de Frankie apparait également dans le film  Les Grincheux (Grumpy old men), de Donald Petrie et dans la série, initialement diffusée sur HBO, Les Soprano.
- Son album annoncé à la télé, Dance Little Bird, a été sélectionné comme ayant l'une des pires pochettes d'album de tous les temps. Voir, The WORST album covers in the world...EVER! de Nick DiFonzo (London, UK: New Holland Publishers, 2004, p. 90). La pochette composée d'un oiseau géant semblable au personnage de 1, rue Sésame dansant avec une nymphe blonde, peut être vue ici. La couverture a plus tard été remplacée par une image de Yankovic pour la réédition du CD.